# Championnats du monde d'escrime 1971
Navigation
Édition précédente Édition suivante
Les championnats du monde 1971 se sont déroulés à Vienne en Autriche du 4 au 17 juillet 1971. Ils sont organisés par la Fédération autrichienne d'escrime sous l’égide de la Fédération internationale d'escrime.
La compétition comprend cette année-là 8 épreuves (deux féminines et 6 masculines) :
- Féminines
  - Fleuret individuel
  - Fleuret par équipe
- Masculines
  - Fleuret individuel
  - Fleuret par équipe
  - Epée individuelle
  - Epée par équipe
  - Sabre individuel
  - Sabre par équipe

## Médaillés
| Épreuves           | Or | Argent | Bronze                                                                                                  |
| ------------------ | --- | --- | --- |
| Épée               | | | |
| Hommes individuel  | Hryhoriy Kriss | Nicola Granieri                                                                                                 | Rolf Edling                                                                                             |
| Hommes par équipes | Hongrie- Csaba Fenyvesi - Gyözö Kulcsár - Zoltán Nemere - Pál Schmitt                                                 | Union soviétique- Aleksey Nikantchikov - Viktor Modsolevski - Sergueï Paramonov - Igor Valetov - Hryhoriy Kriss | Suède- Per Sundberg - Rolf Edling - Carl von Essen - Hans Jacobson - Orvar Jönsson                      |
| Fleuret            | | | |
| Hommes individuel  | Vasyl Stankovych | Marek Dąbrowski                                                                                                 | Leonid Romanov                                                                                          |
| Hommes par équipes | France- Jean-Claude Magnan - Bernard Talvard - Christian Noël - Daniel Revenu - Bruno Boscherie                       | Pologne- Witold Woyda - Marek Dabrowski - Jerzy Kaczmarek - Lech Koziejowski - Adam Lisewski                    | Union soviétique- Vasyl Stankovych - Leonid Romanov - Anatoli Kotechev - Viktor Putyatin - Yuriy Sharov |
| Femmes individuel  | Marie-Chantal Demaille                                                                                                | Ildikó Rejtő | Ana Pascu                                                                                               |
| Femmes par équipes | Union soviétique- Galina Gorokhova - Elena Novikova-Belova - Aleksandra Zabelina - Svetlana Tchirkova - Nadia Ivanova | Hongrie- Ildikó Rejtő - Ildikó Schwarczenberger - Ildikó Bobis - Mária Szolnoki - Judit Ágoston-Mendelényi      | Pologne- Krystyna Urbanska - Halina Balon - Elżbieta Franke - Anna Rzymowska - Barbara Szeja            |
| Sabre              | | | |
| Hommes individuel  | Michele Maffei | Jerzy Pawlowski                                                                                                 | Viktor Sidyak                                                                                           |
| Hommes par équipes | Union soviétique- Mark Rakita - Viktor Sidyak - Eduard Vinokurov - Vladimir Nazlymov - Viktor Bazhenov                | Hongrie- Péter Bakony - Tibor Pesza - Péter Marót - Miklos Meszena - Tamas Kovacs                               | Italie- Mario Aldo Montano - Rolando Rigoli - Michele Maffei - Cesare Salvadori - Mario Tullio Montano  |

## Tableau des médailles
| Rang | Nation           | Or | Argent | Bronze | Total |
| ---- | ---------------- | -- | ------ | ------ | ----- |
| 1    | Union soviétique | 4  | 1      | 3      | 8     |
| 2    | France           | 2  | 0      | 0      | 2     |
| 3    | Hongrie          | 1  | 3      | 0      | 4     |
| 4    | Italie           | 1  | 1      | 1      | 3     |
| 5    | Pologne          | 0  | 3      | 1      | 4     |
| 6    | Suède            | 0  | 0      | 2      | 2     |
| 7    | Roumanie         | 0  | 0      | 1      | 1     |